# سهم الماء الحزمي
سهمية حزمية[بحاجة لمصدر] (الاسم العلمي:Sagittaria fasciculata) هي نوع من النباتات يتبع جنس السهمية من الفصيلة المزمارية.